# Oberroggenburger Wald
Koordinaten: 48° 13′ 17″ N, 10° 15′ 17″ O

Der Oberroggenburger Wald am östlichen Rand des Landkreises Neu-Ulm

Oberroggenburger Wald ist ein 6,25 km² großes gemeindefreies Gebiet im Landkreis Neu-Ulm in Bayerisch Schwaben. Es ist komplett bewaldet und unbewohnt.

## Geographische Lage
Das Gebiet liegt an der östlichen Grenze des Landkreises Neu-Ulm zum Landkreis Günzburg und zum Landkreis Unterallgäu. Die nördliche Grenze zum gemeindefreien Gebiet Unterroggenburger Wald bildet die Staatsstraße 2018. In dem Gebiet entspringt der Hintere Huttenbach, später Osterbach genannt, ein Zufluss der Biber, der in Richtung Christertshofen abfließt. Die höchste Erhebung ist 581 m ü. NN hoch. Das gleichnamige Waldgebiet Oberroggenburger Wald liegt mit seiner nordöstlichen Hälfte in dem gemeindefreien Gebiet. Die südwestliche Hälfte liegt auf dem Gebiet der westlichen Nachbargemeinde Buch.

## Nachbargemeinden
|               | gemeindefreies Gebiet Unterroggenburger Wald | Gemeinde Breitenthal   |
| Gemeinde Buch | Kompassrose, die auf Nachbargemeinden zeigt  |                        |
|               | Gemeinde Buch                                | Gemeinde Kettershausen |

## Nutzung
Das Gebiet wird hauptsächlich forstwirtschaftlich genutzt. 

## Geschichte
Im Süden des Gebietes befand sich der ehemalige Stützpunkt der US-Streitkräfte Lehmgrube. Seit dem 1. Oktober 2014 gehört dieser zur Marktgemeinde Buch.